# Italiaans-Turkse Oorlog
De Italiaanse-Turkse Oorlog begon op 29 september 1911 en eindigde op 18 oktober 1912. De oorlogvoerende partijen waren het Osmaanse Rijk (het latere Turkije) en Italië. De oorlog staat ook wel bekend als de Tripolitaanse Oorlog of Italiaanse verovering van Libië.

## Voorspel
Net als Duitsland werd Italië pas laat in de 19e eeuw een eenheidsstaat. Dit was te laat om op koloniaal gebied nog een rol van enige betekenis te spelen. Desondanks droomde Italië van een eigen koloniaal rijk. Italië liet aanvankelijk zijn oog vallen op het aan de andere kant van de Middellandse Zee gelegen Tunesië, maar de Fransen waren in 1881 de Italianen te vlug af. Later kregen ze belangstelling voor de Ottomaanse provincies Cyrenaica, Tripolitanië en Fezzan. Deze gebieden lagen relatief dichtbij en het Ottomaanse Rijk was al tijden ernstig verzwakt. Verder eisten de Italianen het Ottomaanse eiland Rodos en de andere eilanden die deel uitmaken van de Dodekanesos op.
Italië sloot in 1902 een overeenkomst met Frankrijk die inhield dat Frankrijk Italië de vrije hand liet in de in Noord-Afrika gelegen Ottomaanse provincie Tripolitanië in ruil voor een soortgelijke verklaring van Italië ten aanzien van Marokko. Later erkenden ook het Verenigd Koninkrijk en het Russische keizerrijk de belangen van Italië in Libië. Het Italiaanse publiek werd door de nationalist Enrico Corradini warmgemaakt voor een imperialistische uitbreiding van hun koninkrijk. In 1911 eiste Corradini voor een beleid van invasie en verovering van Libië. Dit stond toen nog haaks op de mening van de Italiaanse staatslieden dat ze niet het uiteenvallen van het Ottomaanse Rijk moesten uitlokken. Nog in de zomer van 1911 verwierp premier Giovanni Giolitti het idee om een agressieve houding ten opzichte van Constantinopel aan te nemen.
De situatie veranderde voor de Italianen na de Franse interventie in Marokko. Het Italiaanse ministerie van Buitenlandse Zaken zag dit als een prima aanleiding om Libië quid pro quo op te eisen. Het werd daarin gesteund door Groot-Brittannië, Frankrijk en Rusland. Alleen Duitsland en Oostenrijk-Hongarije zagen hun bondgenoot niet graag een oorlog voeren met de Ottomanen.

## Verloop
Na een reeks van onbeduidende schermutselingen op zee begon op 3 oktober 1911 het Italiaanse bombardement op Tripoli. Binnen 48 uur na de start van het bombardement viel de stad al en werd het ingenomen door 1700 Italiaanse mariniers. In de weken die volgden werden ook de steden Tobroek, Derna, Benghazi en Homs door de Italianen veroverd. De aanvankelijke invasiemacht van 20.000 soldaten werd uitgebreid naar 100.000 man en trokken vervolgens de binnenlanden in om deze te veroveren, maar hier was de tegenstand groter dan verwacht.

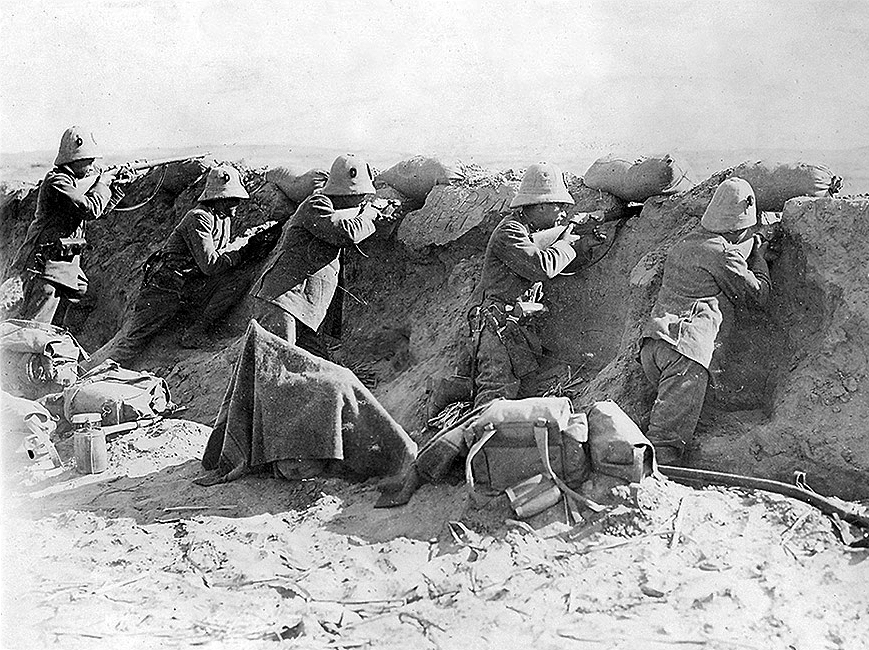
Italiaanse troepen schieten op Turkse soldaten in Tripoli, 1911.

De landoorlog in Libië verliep vrij moeizaam en in de eerste maand van de oorlog wist een reeks van Turks-Arabische aanvallen door de verdediging bij Tripoli heen te breken. Hierbij werden enkele Italiaanse eenheden vernietigd en werden de Italianen door rebellen bestookt. De soldaten in de binnenlanden bedienden zich van guerrillatactieken om het hun vijand lastig te maken en het kostte de Italianen uiteindelijk twintig jaar om de binnenlanden van Libië te pacificeren. Omar Mukhtar was een belangrijke guerrillastrijder tegen de Italiaanse bezetting.
In januari en februari 1912 maakten de Italianen na een reeks militaire acties een einde aan de aanwezigheid van de Ottomaanse marine voor de Libische kust. Op 28 april 1912 voerden de Italianen een aanval uit op de Dodekanesos. In twee weken tijd wisten de Italiaanse soldaten de dertien eilanden in de Egeïsche Zee te veroveren waar ze door de lokale bevolking als bevrijders werden ontvangen. Om de druk op de Ottomaanse regering op te voeren, voeren acht onderzeeërs in juli 1912 de Turkse zeestraten binnen en in oktober dreigden de Italianen met een grote campagne in de Egeïsche Zee als de Ottomaanse regering niet instemde met vrede.
Onder internationale druk, met name door Rusland en Oostenrijk, zwichtte de Ottomanen en gingen ze akkoord met de vrede. In een geheim vredesverdrag dat getekend werd op 15 oktober 1912 gingen de Ottomanen akkoord met de overdracht van de Libische provincies aan Italië. Deze regeling werd drie dagen later bevestigd in het Vrede van Lausanne.

## Gevolgen
De Italiaans-Turkse Oorlog vormde een eerste aanzienlijke verstoring van het Europese en internationale systeem. De mogendheden van de Triple Entente hadden Italië uitgelokt tot het voeren van deze oorlog en de bondgenoten van Italië in de Triple Alliantie hadden zich hierbij neergelegd. Daarnaast was de guerrillaoorlog die de Italianen in Libië voerden een eerste belangrijke katalysator van het moderne Arabische nationalisme.
De oorlog had ook gevolgen op de Balkan. Al tijdens de oorlog werd er een geheime Balkanliga gevormd door de Balkanstaten tegen het Ottomaanse Rijk met als doel de Turken te verjagen uit Europa. De vijandelijkheden tussen deze partijen werden geopend op 18 oktober 1912, vlak voor de Italiaans-Ottomaanse vrede van Lausanne. Door de Italiaans-Turkse Oorlog en de Eerste Balkanoorlog raakte het Ottomaanse Rijk ernstig verzwakt. Het slechte verloop van de oorlog zorgde ervoor, dat er een groep binnen de Jonge Turken vond dat beter leiderschap nodig was. Om die reden pleegden zij op 23 januari 1913 een staatsgreep. Hierna kwam een dictatuur aan de macht van het driemanschap van Enver Pasja, Djemal Pasja en Talaat Pasja.

## Militaire innovatie
- Voor het eerst werd een vliegtuig ingezet voor Italiaanse luchtverkenning boven Tripoli. Voor het eerst voerde een vliegtuig ook een bombardement vanuit de lucht uit.
- De Automitragliatrice Isotta Fraschini werd de eerste als zodanig gebouwde pantserwagen die aan een oorlog deelnam.